# 橋口ななみ
橋口 ななみ（はしぐち ななみ、1990年9月25日 - ）は、宮崎県出身の日本人女子柔道選手である。階級は78kg超級。身長169cm。体重95kg。得意技は払腰。組み手は右組み。段位は弐段。血液型はAB型。

## 経歴
6歳の時に新富スポーツ少年団で柔道を始めた。富田中学2年の時に全国中学校柔道大会の70kg超級で5位となった。西海学園高校へ進学すると、3年の時にフランスジュニア国際で3位となった。金鷲旗ではチームの3位に貢献した。
その後、近畿大学に進むがこれといった成績は上げていなかったものの、2011年には世界選手権無差別代表に大抜擢された。女子代表コーチの薪谷翠は橋口を選出した理由を次のように語った。｢短距離走を速く走るなど、運動神経が抜群。動きがすばやく、技もどんどん出てくるので、大きな経験をさせてみたかった｣。その準々決勝では世界チャンピオンの佟文に腕緘で敗れるも、その後の3位決定戦で世界ランキング1位の田知本愛から小外掛で技ありを取って破り銅メダルを獲得した。この際に女子代表コーチの田辺勝は次のように語った。｢前に出るし、いい柔道をする。ここで負けたら二度と使わないぞと言っていた。チャンスをものにした頑張りは評価できる｣。
2012年のアジア選手権では3位だったものの、団体戦では優勝を飾った。学生体重別では2位となった。

## 戦績
- 2004年 -　全国中学校柔道大会　5位
- 2008年 -　フランスジュニア国際　3位
- 2008年 -　金鷲旗　3位
- 2011年 -　世界選手権（無差別）　3位
- 2011年 -　講道館杯　3位
- 2011年 -　グランドスラム・東京 5位
- 2012年 -　ワールドカップ・ブダペスト　3位
- 2012年 -　アジア選手権　個人戦　3位　団体戦　優勝
- 2012年 -　学生体重別　2位
- 2013年 -　ヨーロッパオープン・オーバーヴァルト　3位

(出典、JudoInside.com)